# Paulo Ricardo & RPM
Paulo Ricardo & RPM é o terceiro álbum de estúdio da banda de Rock brasileira RPM. Foi lançado em 1993, produzido por Mayrton Bahia e co-produzido por Guilherme Canaes. O álbum também foi gravado espanhol, com lançamento simultâneo em toda América Latina.
O disco seria lançado com o nome do RPM, porém, um dos membros originais, o tecladista e compositor Luiz Schiavon entrou na Justiça contra o uso do nome RPM e então o álbum foi lançado como "Paulo Ricardo & RPM". Ele não conta com a presença do próprio Luiz Schiavon e também do baterista Paulo P.A. Pagni, ambos da formação original da banda e por isso muitos não consideram o álbum como parte da discografia oficial do RPM, tanto que esse álbum não fez parte do Box "Revolução! RPM 25 anos", uma coletânea dos álbuns e vídeos do RPM lançado em 2008 em comemoração aos 25 anos de fundação da banda.
Com a formação original do RPM, nenhuma música do álbum "Paulo Ricardo & RPM" é executada ao vivo, exceto a canção "Ninfa", pois esta foi relançada no álbum Elektra com outro ritmo.
O álbum foi disponível também em uma versão com as músicas cantadas em espanhol, lançado na Argentina e na Venezuela. As letras de todas as músicas (exceto "Ninfa", que foi mantida em sua versão original em português) foram adaptadas ao espanhol por Freddy Santos.  

## Faixas
1. "Pérola" (Fernando Deluqui; Paulo Ricardo)
2. "Gênese" (Fernando Deluqui; Paulo Ricardo)
3. "Veneno" (Fernando Deluqui; Paulo Ricardo)
4. "Surfista Prateado" (Paulo Ricardo)
5. "O Fim" (Fernando Deluqui; Paulo Ricardo)
6. "Outro Lado" (Fernando Deluqui; Paulo Ricardo)
7. "Hora do Brasil" (Fernando Deluqui; Franco Jr.; Paulo Ricardo)
8. "Eclipse" (Fernando Deluqui; Paulo Ricardo)
9. "Ninfa" (Paulo P.A. Pagni; Paulo Ricardo)
10. "Trem" (Fernando Deluqui; Paulo Ricardo)
11. "Vírus" (Fernando Deluqui; Paulo Ricardo)
12. "Falsos Oásis" * (Fernando Deluqui; Paulo Ricardo)

* A faixa "Falsos Oásis" foi incluída apenas no CD, não nas edições em LP e cassete.

## Integrantes
- Paulo Ricardo: Voz e Baixo
- Fernando Deluqui: Guitarra e Violão
- Marquinho Costa: Bateria
- Franco Junior: Teclados

## Críticas
O álbum ganhou uma nota 2/5 da coluna Juri B do Jornal do Brasil.